# Hayden Thompson-Stringer
Pas d'image ? Cliquez ici

a Compétitions nationales et continentales officielles uniquement.

b Matchs officiels uniquement.
Dernière mise à jour le 3 avril 2025.
Hayden Thompson-Stringer, né le 29 décembre 1994 à Chatham (Angleterre), est un joueur anglais de rugby à XV évoluant au poste de pilier gauche.

## Biographie

### Carrière en club
Hayden Thompson-Stringer est repéré par les Saracens et intègre leur académie en tant que troisième ligne. Il joue son premier match professionnel face au Scarlets en Coupe anglo-galloise en novembre 2013, puis il obtient ses premières minutes en Premiership face au Leicester Tigers. 
En 2014, il rejoint l'équipe des Bedford Blues en 2e division anglaise afin de gagner du temps de jeu et il passe de la troisième ligne à la première.
Entre avril et juillet 2016, il rejoint l'Australie et dispute le Shute Shield avec les Manly RUFC.
Il revient ensuite du côté de Bedford où il joue la première partie de saison avant de rejoindre définitivement les Saracens. Il remporte le championnat anglais en 2018 et 2019, ainsi que la Champions Cup en 2019.
En avril 2019, il s'engage pour deux saisons avec le CA Brive à partir de la saison 2019-2020 de Top 14. En octobre 2020, il prolonge son contrat avec le club corrézien. Au total, en quatre saisons, il aura disputé 56 matchs toutes compétitions confondus avec Brive et inscrit 3 essais.
Il s'engage en janvier 2023 au Stade rochelais comme joueur additionnel. Il dispute 7 matchs de Top 14 et le quart de finale victorieux face au Saracens en Champions Cup. Il remporte donc la Champions Cup avec La Rochelle.
Fin juin 2023, il s'engage avec la Section paloise en tant que joker coupe du monde,. À l'issue de la Coupe du monde 2023, il rejoint les Waratahs pour deux saisons.

### Carrière internationale
Hayden Thompson-Stringer a disputé et remporté la Coupe du monde des moins de 20 ans en 2014 avec l'équipe d'Angleterre. Il dispute la même année le tournoi des six nations des moins de 20 ans. Il compte 5 sélections avec les moins de 20 ans.
En novembre 2022, il est sélectionné avec les Barbarians Britannique pour affronter l'équipe des Harlequins et celle de Bath. Il s'agit pour Hayden Thompson-Stringer du 1er match sous les couleurs des Barbarians.

## Palmarès
- 2014 : Vainqueur de la Coupe du monde des moins de 20 ans avec Angleterre des moins de 20 ans.
- 2014 : Vainqueur de la Coupe Anglo-galloise avec les Saracens.
- 2014 : Finaliste de la Premiership avec les Saracens.
- 2018 et 2019 : Vainqueur de la Premiership avec les Saracens.